# Macrosemyra ecclesiastica
Macrosemyra ecclesiastica är en fjärilsart som beskrevs av Erich Martin Hering 1928. Macrosemyra ecclesiastica ingår i släktet Macrosemyra och familjen snigelspinnare. Inga underarter finns listade i Catalogue of Life.